# Pueblo Bello
Pueblo Bello är en kommun i Colombia.   Den ligger i departementet Cesar, i den norra delen av landet, 600 km norr om huvudstaden Bogotá. Antalet invånare är 17 228.